# Pleurothallis denticulata
Pleurothallis denticulata är en orkidéart som beskrevs av Célestin Alfred Cogniaux. Pleurothallis denticulata ingår i släktet Pleurothallis och familjen orkidéer.
Artens utbredningsområde är Kuba. Inga underarter finns listade i Catalogue of Life.